# Xavier Leitl
Xavier Leitl – niemiecki bobsleista, złoty medalista mistrzostw świata.

## Kariera
Największy sukces w karierze Xavier Leitl osiągnął w 1951 roku, kiedy wspólnie z Andreasem Ostlerem, Michaelem Pössingerem i Lorenzem Nieberlem zwyciężył w czwórkach podczas mistrzostw świata w L'Alpe d'Huez. Był to jednak jego jedyny medal wywalczony na międzynarodowej imprezie tej rangi. Nigdy nie wystąpił na igrzyskach olimpijskich.